# Říše slunce
Říše slunce je americké válečné filmové drama, natočené podle stejnojmenného autobiografického románu J. G. Ballarda. Do rolí hlavních postav byli obsazeni Christian Bale, John Malkovich, Miranda Richardson a Nigel Havers. Film vypráví příběh o Jamie "Jimu" Grahamovi, mladém chlapci z bohaté britské rodiny žijící v Šanghaji, který se stane vězněm japonského zajateckého tábora Lunghua během 2. světové války.

## Děj
Japonské císařství bylo od 1937 ve válce s Čínou. V této době také žije kluk jménem Jamie Graham, britský školák vyšší třídy, který si užívá dětství v Šanghaji. Brzo však vypuknou ve městě nepokoje a Jamie je od svých rodičů oddělen. V "cizí" zemi plné japonských vojáků, bez jídla a jakýchkoliv znalostí japonštiny se seznamuje s Basiem, americkým prodavačem, který ho pojmenuje jako "Jim". Krátce na to se stávají zajatci zajateckého tábora Lunghua v Su-čou. V roce 1945, pár měsíců před koncem Pacifické války, se Jim táboru zcela přizpůsobí a využívá své kondice, aby mohl krást věci a poté s nimi dále obchodovat. Věci však patří i seržantu Nagatovi, který má tábor na starost.
Britský doktor Rawlins se snaží naučit Jima medicíně. Ten má však jiné zájmy, především pak velkou zálibu v letadlech. Během jeho vězení se seznámí s japonským chlapcem, když mu podá model letadla, který omylem hodil přes hranice tábora. Jim stále sympatizuje s Basiem a navštěvuje ho do americké ubytovny. Basie a jeho kolegové se hádají, jestli jsou za hranicemi tábora miny a tak tam posílají Jima za účelem, že když se mu podaří nastavit pasti na krocany za území tábora, bude mít možnost bydlet na jeho ubytovně. Díky pomoci japonského chlapce se mu úkol podaří udělat a tak se přestěhuje. Basie plánuje útěk.
Nagata udělá prohlídku Basieho ubytovny a nalezne mýdlo, které od něj předtím Jim ukradl. Nagaty si myslí, že to ukradl Basie a tak ho zmlátí. Když se po uzdravení vrací zpět na ubytovnu, všechny jeho věci jsou rozkradeny. Později je tábor pod útokem skupiny amerických P-51 Mustangů a rozhodne se, že se tábor přemístí hlouběji do vnitrozemí. Noc předtím prchá Basie i přesto, že Jimu slíbil, že ho vezme s sebou. Během pochodu se počet vězňů rapidně sníží v důsledku vyčerpání, vyhladovění a nedostatku vody. Během jedné krátké zastávky v poušti se Jim rozhodne, že se vrátí. Nechá svou skupinu pokračovat v cestě, zatímco on se vrací zpět do Su-čou. Během vyčerpávající cesty vidí záblesk jaderné bomby shozené na tisíce kilometrů vzdálené Nagasaki, které definitivně ukončilo válku a potvrdilo japonskou porážku.
Po náletu "záchranných bomb", které obsahují vodu i potraviny, se Jim dostává do Su-čou, kde potkává svého japonského přítele, který mu nabídne mango a že mu ho rozkrojí katanou. Během toho se objevuje Basie se svou americkou bandou a sbírá zbytky potravin, které bomby nabízejí. Když zahlédnou Jima s japonským klukem, který nad ním drží katanu, tak ho zastřelí. Jim začne mlátit Američana a Basie ho musí od něj odtrhnout. Slibuje mu, že mu pomůže najít jeho rodiče, Jim však odmítá. Později je zachráněn americkými vojáky a přemístěn do sirotčince v Šanghaji s ostatními dětmi, které ztratili rodiče. Když si pro něj přichází rodiče, má Jim strach, že je již nepozná. Nakonec však upadá do matčiny náruče.

## Obsazení
| Christian Bale     | James "Jamie" Graham: Jamie pochází ze zámožné britské rodiny v Šanghaji, který se stává vězněm v Lunghua civilním zajatecký tábor během II. J. G. Ballard se psychicky ztotožňuje s Baleem, když byl v jeho věku. V době natáčení bylo hercovi 12 let. Během castingu si Spielberg musel vybrat pouze jednoho ze 4000 dětských herců. Bale na to odpověděl: "Po skončení natáčení jsem dostal toto opravdu pěkné kolo. A protože tam kde bydlím to byla velká událost, tak mi žárliví rváči vyhrožovali, že mě zmlátí a holky mě chtěly dávat pořád pusu. Já jen chtěl jezdit na mém novém kole." |
| John Malkovich     | Basie: Americký lodní správce v Šanghaji během japonské okupace. Basie se spřátelil s Jamie, kterému dal přezdívku "Jim". |
| Miranda Richardson | paní Viktorová: Britská žena, která byla Jimovou "sousedkou" v Su-čou. Zemřela vyčerpáním v poušti, kde Jim viděl záblesk atomové bomby na nebi. |
| Nigel Havers       | Dr. Rawlins: Jimův učitel medicíny a skromnosti. |

### Menší role
Vedle hlavní herců se ve filmu také objevili Leslie Phillips, Burt Kwouk, Paul McGann, Joe Pantoliano a Ben Stiller, spolu s Masatō Ibu a Guts Ishimatsu jako japonští vojáci.

## Produkce
Warner Bros. zakoupila filmová práva s úmyslem obsadit Harolda Beckera jako režiséra a Roberta Shapira jako producenta. Tom Stoppad napsal první část, se kterou spolupracoval i J. G. Ballard. Becker však od svého postu odešel a David Lean spolu se Spielbergem přišli jako další producenti. Lean vysvětloval:"Pracoval jsem na tom asi rok a na konci jsem to vzdal, protože mi to přišlo velmi podobné jako deník. Bylo to dobře napsané a zajímavé, ale přenechal jsem to Stevovi." Spielberg později na to dodal: "Od momentu, kdy jsem si přečetl román od J. G. Ballarda, jsem tajně chtěl film natočit sám." Spielberg vzal natáčení filmu velmi osobně. Jako dítě byl jeho oblíbený Leanův film Most přes řeku Kwai, který vypráví o podobném japonském zajateckým táboře. Spielbergovy sympatie ke II. světové válce a letectvu v něm vyvolal jeho otec, který mu vyprávěl jeho historky ze zkušenosti, které zažil jako radioman letadla B-25 Mitchell v China-Burma Theater. Spielberg si najal Menno Meyjese, aby dokončil druhou část scénáře.
Film Říše slunce byl natočen v Elstree Studios v Anglii a na území Šanghaje a Španělska. Filmaři se vydali hledat na asijském kontinentu místo, které by se podobalo Šanghaji v roce 1941. V roce 1985 navázali spolupráci s Shanghai Film Studios a China Film Co-Production Corporation. Po letech spolupráce získali povolení na tři týdny natáčet v Šanghaji v březnu roku 1987. Byl to první americký film natáčen v Šanghaji od roku 1940. Čínské úřady jim dovolily použití tradiční čínských znaků. Dohromady použili více než 5000 rekvizit, které připomínaly japonskou okupaci Šanghaje ve čtyřicátých letech. Členové Čínské lidové osvobozenecké armády hráli japonské vojáky. Ostatní místa natáčení byly Trebujena, Andalusie, Knutsford, Sunningdale a Berkshire. Pro část s atomovou bombou Nagasaki byla použita technika computer-generated imagery. Letadla typu A6M Zero a P-51 Mustang, které jsme ve filmu mohli vidět, byli pouze umělé modely. O visuální efekty se postaralo studio Industrial Light & Magic.